# Тырванд, Юхан
Юхан Тырванд (в Русской армии — Иван Иванович Терванд; эст. Juhan Tõrvand; 12 [24] ноября 1883 — 12 мая 1942) — офицер Русской императорской армии и Белого движения, генерал-майор Эстонской армии, начальник Генерального штаба и Главного штаба Эстонской армии. Кавалер ордена Святого Георгия 4-й степени.

## Биография
Родился 12 (24) ноября 1883 года на мызе Лаатре в волости Лаатре Перновского уезда. Общее образование получил в Меоской волостной школе (до 1892), Пенуйской приходской школе (1893—1896) и Перновском городском училище (1901—1902). В 1897—1901 годах работал в Пернове на стройке целлюлозной фабрики Вальдгофа и на железной дороге.
3 (16) сентября 1902 года зачислен на военную службу рядовым на правах вольноопределяющегося в 102-й пехотный Вятский полк. В 1903 году поступил в Виленское пехотное юнкерское училище, в котором на последнем курсе был назначен фельдфебелем. 24 марта (6 апреля) 1906 года выпущен из училища с производством в подпоручики, со старшинством с 22 апреля (5 мая) 1905 года, и назначением в 7-й Финляндский стрелковый полк (г. Выборг). 28 июля (10 августа) 1907 года переведён в 36-й Восточно-Сибирский стрелковый полк (г. Владивосток).
20 ноября (3 декабря) 1909 года произведён в поручики, со старшинством с 22 апреля (5 мая) того же года. В 1910 году поступил в Императорскую Николаевскую военную академию, которую окончил в 1913 году по 2-му разряду. 15 (28) октября 1913 года произведён в штабс-капитаны.
После начала Первой мировой войны — на фронте, дважды ранен. 27 октября (9 ноября) 1914 года переведён в 11-й Сибирский стрелковый полк, в конце ноября получил ранение. В январе 1915 года назначен старшим адъютантом штаба 9-й Сибирской стрелковой дивизии, временно исправлял должность начальника штаба этой дивизии. С сентября 1915 года — офицер для поручений при штабе 4-го Сибирского армейского корпуса. 22 декабря 1915 (4 января 1916) года причислен к Генеральному штабу.
В феврале 1916 года назначен в штаб 123-й пехотной дивизии. 14 (27) июля 1916 года произведён в капитаны, со старшинством с 22 апреля (5 мая) 1915 года, с переводом в Генеральный штаб и назначен старшим адъютантом штаба 123-й пехотной дивизии. 24 сентября (7 октября) 1916 года назначен старшим адъютантом штаба 12-й Сибирской стрелковой дивизии.
Высочайшим приказом от 3 (16) ноября 1916 года награждён орденом Святого Георгия 4-й степени:
За то, что, будучи в чине штабс-капитана и временно исправляя должность начальника штаба 9-й Сибирской стрелковой дивизии, в бою 29-го июля 1915 года у д. Замбров, в критическую минуту боя, находясь под сильным артиллерийским и ружейным огнем, не будучи в состоянии получить от своего начальника своевременно необходимые указания, по собственному почину выдвинул из дивизионного резерва две роты, которые по его указанию ударили противнику в тыл и во фланг, отчего немцы отхлынули назад и тем дали возможность отряду исполнить возложенную на него задачу с успехом.
22 ноября (5 декабря) 1916 года у деревни Свистельники в Галиции получил ранение в голову и контузию, на излечение эвакуирован во Владикавказ. 18 (31) марта 1917 года назначен состоять в распоряжении начальника Генерального штаба.
2 (15) мая 1917 года назначен исправляющим должность помощника начальника отделения управления генерал-квартирмейстера штаба главнокомандующего армиями Юго-Западного фронта. 28 июня (11 июля) установлено старшинство в чине капитана с 22 апреля (5 мая) 1913 года, а 27 июля (9 августа) — с 22 апреля (5 мая) 1912 года. 4 (17) сентября того же года отчислен от должности и назначен, «на время войны», в Виленское военное училище (эвакуированное из-за войны в Полтаву) для преподавания военных наук (тактики и топографии). 5 (18) ноября произведён в подполковники.
Весной 1918 года вступил в Добровольческую армию, назначен начальником оперативного отдела штаба армии. Участвовал в 1-м Кубанском (Ледяном) походе, после чего — штаб-офицер для поручений в штабе генерала Деникина. 3 октября (или 1 декабря) 1918 года произведён в полковники.
1 марта 1920 года уволен в отставку «по инвалидности», эвакуировался через Константинополь в Югославию, после чего переехал в Эстонию.
Зачислен в Эстонскую армию, 16 июля 1920 года назначен офицером для поручений при начальнике штаба Вооружённых сил Эстонии. С августа 1920 года — начальник Управления Генерального штаба, с марта 1922 года также член Военного совета. С марта 1924 года — начальник Генерального штаба, 24 февраля 1925 года произведён в генерал-майоры. С ноября 1925 по ноябрь 1926 года — начальник Главного штаба Вооружённых сил Эстонии, затем вновь начальник Генерального штаба. 1 июня 1929 года назначен начальником Главного штаба Сил обороны Эстонии. С февраля 1933 года также член Совета государственной обороны, с октября 1933 года — заместитель военного министра. В политических взглядах являлся сторонником вапсов, оппозиционировавших главе государства Пятсу.
С 1921 года являлся заместителем председателя, а с 1927 года — председателем спортивного общества «Калев».
В начале 1934 года в Эстонии разгорелся скандал, связанный с продажей в Перу кораблей «Леннук» и «Вамбола»: стало известно, что корабли были проданы дешевле их оценочной стоимости, при этом значительная часть суммы, уплаченной покупателем, осталась у фирмы-посредника. В ходе расследования Тырванд, как причастный к организации продажи, обвинялся в превышении полномочий и халатности. 7 марта 1934 года был снят со всех должностей, с зачислением в распоряжение министра государственной обороны. Несмотря на оправдание Верховным судом, 25 января 1935 года уволен в отставку.
12 декабря 1935 года арестован по обвинению в причастности к подготовке вапсами военного переворота («заговор Кадака теэ»), 25 мая 1936 года осуждён Военным окружным судом на 15 лет заключения с лишением званий и наград, содержался в Таллинской центральной («Батарейной») тюрьме. 20 декабря 1937 года освобождён по президентской амнистии. 20 июня 1940 года восстановлен в звании, возвращены награды, зачислен в резерв армии. 1 августа 1940 года вышел в отставку.
14 июня 1941 года арестован органами НКВД, содержался в Вятлаге. Умер 12 мая 1942 года от пневмонии.

## Награды

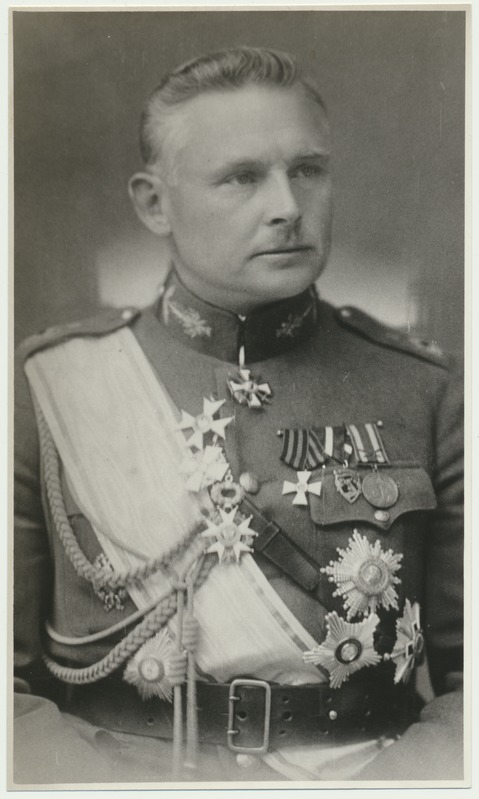
Генерал-майор Юхан Тырванд

За годы службы Юхан Тырванд удостоен многочисленных наград:
Российская империя
- Орден Святого Георгия IV степени (Высочайший приказ 3 [16] ноября 1916 года)
- Орден Святого Владимира IV степени с мечами и бантом (Высочайший приказ 9 [22] июня 1915 года)
- Орден Святой Анны II степени с мечами (Высочайший приказ 29 декабря 1916 [11 января 1917] года)
- Орден Святой Анны III степени с мечами и бантом
- Орден Святой Анны IV степени с надписью «За храбрость» (Высочайший приказ 4 [17] апреля 1915 года)
- Орден Святого Станислава II степени с мечами (Высочайший приказ 2 [15] июля 1916 года)
- Орден Святого Станислава III степени с мечами и бантом

Белое движение
- Знак отличия Первого Кубанского похода (№ 74)

Эстония
- Орден Эстонского Красного Креста I степени II подстепени (7 февраля 1929 года)
- Орден Орлиного креста I степени (28 ноября 1933 года)

Другие государства
- Военный орден Лачплесиса II степени (Латвия, LKOK nr.2/26 13 февраля 1925 года); изначально награждён III степенью (LKOK nr.3/1741 11 декабря 1924 года), заменённой на II степень
- Орден Трёх звёзд I степени (Латвия)
- Орден Трёх звёзд II степени (Латвия)
- Орден Возрождения Польши II степени (Польша)
- Орден Возрождения Польши III степени (Польша)
- Орден Белой розы Финляндии II степени (Финляндия)
- Орден Белой розы Финляндии III степени (Финляндия)
- Орден Белого льва II степени (Чехословакия)
- Орден Почётного легиона командорского креста (Франция)
- Орден Почётного легиона офицерского креста (Франция)
- Орден Короны Румынии большого креста (Румыния)
- Орден Меча II степени (Швеция)

## Семья

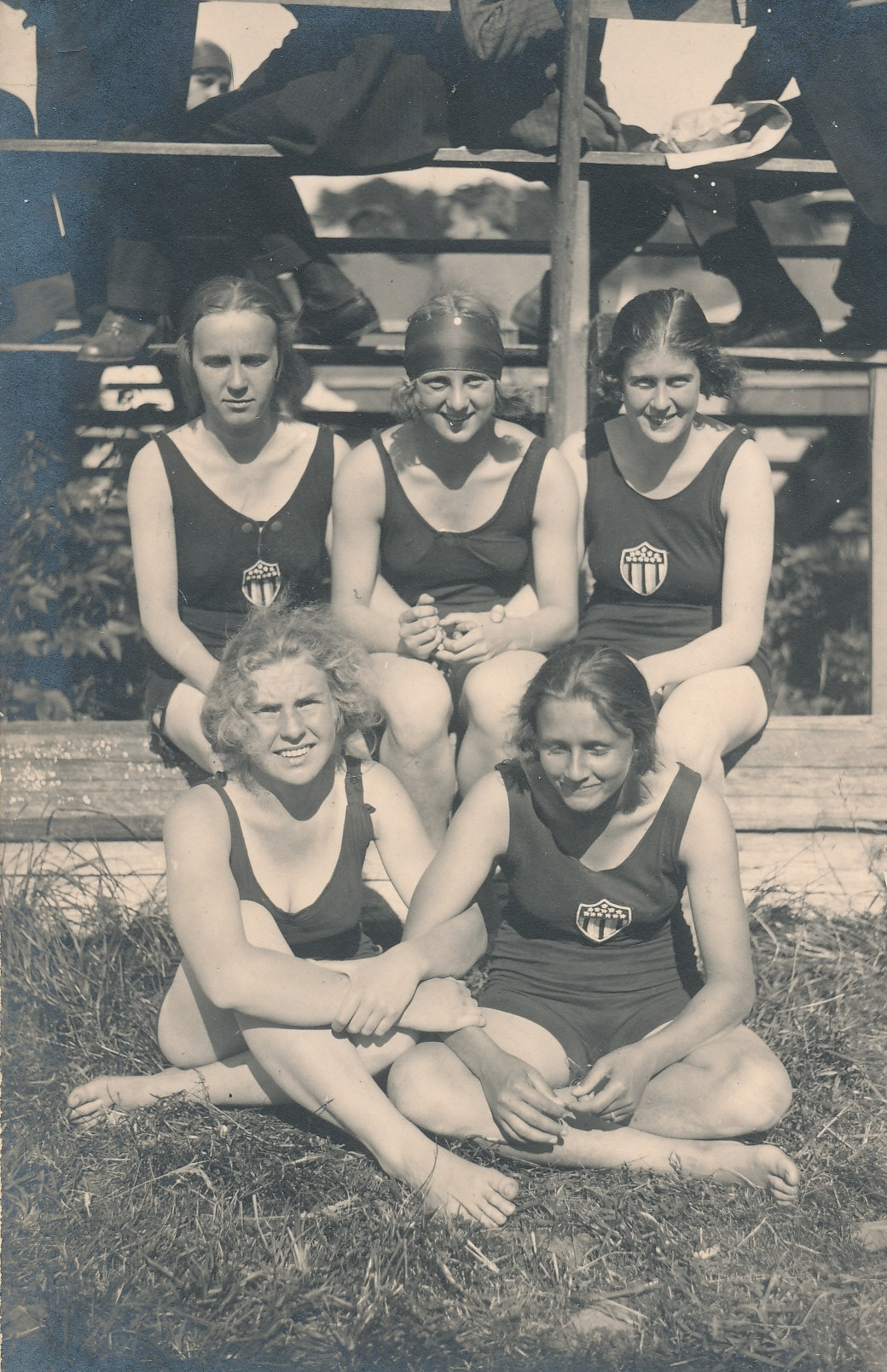
Дочери Юхана Тырванда: Алла (1-й ряд справа) и Зита (2-й ряд справа). 1928 год

Юхан Тырванд имел младших братьев — Яана и Яака, также офицеров Русской императорской армии.
Яан Тырванд (эст. Jaan Tõrvand; 4 [16] июля 1887 — 17 июня 1922), офицер Русской императорской армии и Белого движения на Востоке России, Генерального штаба полковник. Взят в плен и расстрелян большевиками. В Русской армии также, как и старший брат, именовался Иваном Ивановичем Тервандом. После революции использовал фамилию Смольнин (Смольнин-Терванд).
Яак Тырванд (эст. Jaak Tõrvand; 29 апреля [11 мая] 1889 — 31 января [13 февраля] 1915), прапорщик запаса Русской императорской армии, после начала Первой мировой войны призван в 26-й Сибирский стрелковый полк. Погиб в бою под Райгродом, посмертно награждён Георгиевским оружием (ВП 21 августа [3 сентября] 1915 года). В Русской армии именовался Яковом Ивановичем Тервандом.
Первая жена Юхана Тырванда — Клавдия Геевская (урожд. Нечаева; 1882—1920), официальный брак заключён 2 (15) ноября 1916 года во Владикавказе.
Дочь Алла родилась 8 июля 1909 года во Владивостоке. Занималась плаванием. Неоднократный победитель и призёр чемпионатов Эстонии по плаванию (3 золотых, 4 серебряных и 2 бронзовых медали) и прыжкам в воду (4 золотых медали). В 1935 году вышла замуж за инженера Всеволода Евгеньевича Васильева (род. 1910). 22 июня 1941 года Алла и Всеволод Васильевы были арестованы, Алла в 1942 году осуждена на 5 лет лагерей, содержалась в Унжлаге, в 1945 году срок увеличен до 10 лет. В мае 1954 года освобождена и выслана на поселение в Коми АССР, ссылка прекращена в июне 1956 года.
Вторая жена Юхана Тырванда, с 1921 года — Анна-Эмилие Мялк (эст. Anna-Emilie Mälk; 9 августа 1880 — 23 августа 1953), вдова инженера Эрнста Николая Телльмана (22 июля 1879 — 29 декабря 1919), эстонского министра путей сообщения. Анна Тырванд-Телльман занималась преподавательской деятельностью, директор Английского колледжа в Таллине. Награждена орденами Эстонского Красного Креста II/2 степени (7 февраля 1929) и Орлиного креста V степени (22 января 1931). 14 июня 1941 года выслана на поселение в Кировскую область. В 1943 году арестована по обвинению в антисоветской деятельности и шпионаже, осуждена на 8 лет исправительно-трудовых работ. В лагере в 1945 году заболела воспалением спинного мозга, позже была отправлена в дом инвалидов в Молотовск, где умерла от дизентерии.
От первого брака Анна Тырванд-Телльман имела дочерей Сельму и Зиту-Модесте, удочерённых Юханом Тырвандом.
Сельма Телльман (эст. Selma Tellmann; 19 января 1907 — 20 января 1972) училась в Венском университете, где вышла замуж за австрийского учителя музыки Ганса Гёпфеля и родила дочь Регину. Осенью 1939 года Сельма и Ганс Гёпфели были репатриированы из Эстонии в Германию, где вскоре они развелись. В 1942 году Сельма с дочерью вернулись в Таллин, откуда снова уехали в 1944 году, взяв с собой племянницу Вийве Преэс. Позже эмигрировала в США. Во втором браке за Эдуардом Аусмеэсом (5 августа 1902 — 16 марта 1983).
Зита-Модесте Телльман (эст. Cita-Modeste Tellmann; 29 мая 1908 — 15 июня 1942), как и Алла Тырванд, занималась плаванием, победитель и призёр чемпионатов Эстонии по плаванию (3 золотых и 2 бронзовых медали). С 1928 года замужем за морским лётчиком-наблюдателем Куртом Преэсом, родила дочь Вийве (17 марта 1932 — 2 ноября 2012). Арестована с мужем в июне 1941 года по обвинению в шпионаже, расстреляна в Соликамске.